# Habronattus renidens
Habronattus renidens là một loài nhện trong họ Salticidae.
Loài này thuộc chi Habronattus. Habronattus renidens được Griswold miêu tả năm 1987.